# Caroline Reinagle
Caroline Reinagle, geborene Orger (* 1818 in London; † 11. März 1892 in Tiverton) war eine englische Komponistin, Pianistin und Musiklehrerin. Nur sehr wenige ihrer Werke blieben erhalten.

## Leben
Caroline Reinagle wurde 1818 in London als Caroline Orger geboren. In den 1840er Jahren veröffentlichte und spielte sie einige ihrer Arbeiten, darunter ein Klaviertrio (1842) und ein Klavierkonzert (1842), das sie 1843 in den Hanover Square Rooms vortrug. 1846 heiratete sie Alexander Robert Reinagle. Sie starb 1892 in Tiverton.

## Werk
Nur wenige ihrer Kompositionen sind erhalten, darunter einige Lieder, eine Tarantella in e-Moll und eine Sonate (die beiden letztgenannten sind Werke für Klavier). Diese beiden wurden von Vivace Press veröffentlicht.
Außer ihren Kompositionen veröffentlichte sie 1854 ein Lehrbuch mit dem Titel A few words on pianoforte playing, das für ihre Schüler bestimmt war (der Untertitel lautete adressed to her pupils).